# Der Tag des Opritschniks
Der Tag des Opritschniks (russisch День опричника, Den' opritschnika) ist ein 2006 erschienener Roman des russischen Schriftstellers Wladimir Sorokin, in dem ein totalitäres Russland im Jahr 2027 beschrieben wird. Die Dystopie wird im Roman Der Zuckerkreml von Sorokin weiter ausgeführt.

## Handlung
Im Jahr 2027 ist in Russland wieder ein autoritäres Regime fest etabliert, an dessen Spitze der „Gossudar“ (dt.: Herrscher) steht. Es hat sich vom Westen abgeschottet; der hauptsächlich gebliebene und technologisch überlegene Handelspartner ist China, nach Europa verläuft eine Gasleitung, die für politischen Druck benutzt wird. Der korrupte Staat sichert seinen absoluten Herrschaftsanspruch durch eine nationalistisch-isolationistische Ideologie, die orthodoxe Staatskirche und ein brutales Geheimdienstsystem. Die loyalste Eliteeinheit des Gossudaren ist dabei seine „Leibwache“, die Opritschniki, eine geheimbündlerische Männergruppe, die nicht nur dem Namen nach an die Opritschniki des Zaren Iwan IV. („Iwan der Schreckliche“, 1530–1584) erinnert. Im Gegenzug für absolute Loyalität führen sie ein luxuriöses Leben und haben alle Freiheiten, sowohl in ihren dienstlichen Einsätzen als auch in ihrem Privatleben, etwa hinsichtlich Drogenkonsum, sexuellen Exzessen und persönlicher Bereicherung. Dabei unterliegen sie wie alle anderen Großen des Staates den rauen Bedingungen der Machtkämpfe im Inneren des Staats. In der Bevölkerung verbreiten sie Angst und Schrecken und grenzen sich von allen anderen ab, auch durch äußere Markenzeichen wie einheitliche rote Luxuskarossen mit dem Kopf eines toten Hundes am Stoßfänger, als Symbol höchster Wachsamkeit.
Das Buch schildert den Ablauf eines Tages des hochrangigen Opritschniks Andrej Danilowitsch Komjaga aus dessen Ich-Perspektive, vom morgendlichen Aufwachen bis in die frühen Morgenstunden des folgenden Tages.
Zunächst wird Andrej mit einigen anderen Opritschniks zum Haus eines Adligen beordert, wo sie ihre Anordnungen gewissenhaft ausführen: den Hausherrn umbringen, dessen Frau vergewaltigen, die Kinder ins Waisenhaus geben und das Anwesen dem Erdboden gleichmachen. Gegen Mittag wird er zum Regierungssitz des Gossudaren gerufen, da ein mit pikanten Tatsachen gewürztes Spottgedicht auf dessen Schwiegersohn aufgetaucht ist, dessen Urheber gefunden werden soll. Es schließt sich ein Besuch im Konzertsaal des Kremls an, am Nachmittag folgt ein eigentlich verbotener gemeinsamer Drogentrip mit Kollegen und dem Kommandanten der Opritschniks. Im Anschluss wird er an die exterritoriale unterirdische Transitstrecke zwischen China und Europa gerufen, um die konkurrierende Zollverwaltung auf ihren Platz zu verweisen und chinesischen Transporteuren willkürliche Abgaben zugunsten der Opritschnina abzupressen. Im Auftrag der Ehefrau des Gossudaren besucht er eine Wahrsagerin, auf einem Konzert soll er eine jugendliche Miliz beaufsichtigen, deren Aufgabe es ist, das Konzert zu sprengen, sobald verklausulierte Anspielungen auf die Ehefrau des Herrschers und ihre Neigung zu jungen Gardeoffizieren gesungen werden. Daran scheitert er jedoch und wird danach zum Abendessen mit der unzufriedenen Gossudarin geladen, die ihn jedoch nicht bestraft. Den späteren Abend verbringt er im Klub der Opritschniki. Dort erreicht das schon den ganzen Tag über gepflegte exzessive Ausleben von Männlichkeitsritualen seinen Höhepunkt, unter anderem mit Saunieren, Drogenkonsum, homosexuellem Gruppensex und dem gegenseitigen Zufügen von Schmerzen. Der in Ungnade gefallene Schwiegersohn des Gossudaren kommt als Gast und wird auftragsgemäß von den Opritschniki ermordet. Schließlich wird Andreje Komaga, teilweise bewusstlos, zu seinem Wohnsitz chauffiert, womit sein Tag endet.

## Widmung
Der Roman ist Maljuta Skuratow, einem Anführer der Opritschniki unter Zar Iwan IV, gewidmet.

## Russische Rezeption
Der Roman erlangte in Russland bald Popularität, zu Sorokins Unbehagen auch unter Unterstützern Putins aus der Elite und der Eurasierbewegung, die sich mit der Opritschnina und Korruption positiv identifizierten. Boris Beresowski empfahl aus dem Exil heraus Putin die Lektüre, in der Umgebung Putins wurde der Roman tatsächlich gelesen.

## Ausgaben
- Vladimir Sorokin: Der Tag des Opritschniks. Aus dem Russischen von Andreas Tretner. Kiepenheuer & Witsch, Köln 2008.
- Vladimir Sorokin: Der Tag des Opritschniks. Aus dem Russischen von Andreas Tretner. Heyne, München 2009.